# 8th Conference of the International Woman Suffrage Alliance
Eighth Conference of the International Woman Suffrage Alliance var en internationell konferens som ägde rum i Geneve i Schweiz 6-12 juni 1920. Konferensen arrangerades av International Woman Suffrage Alliance, och var den första sedan första världskrigets utbrott.  
Konferensen innebar ett återupptagande av det internationella arbete som hade avbrutits genom kriget, som varit en chock till en organisation som trott att världen blivit för civiliserad för att delta i krig; en viss konfliktfylld stämning rapporterades mellan olika representanter på grund av det nyliga kriget, men svårigheterna överkoms och det rådde en i allmänhet jublande stämning eftersom kvinnlig rösträtt fick sitt genombrott i en lång rad länder vid just denna tid.